# 皮尔斯·加韦斯顿社
皮尔斯·加韦斯顿社（Piers Gaveston Society）是牛津大学一个秘密的夏日聚会社团。名称来自皮尔斯·加韦斯顿（英格蘭國王爱德华二世的男性戀人）。每年夏季考试结束后，这个秘密社团会举办一次聚会，尽情的享受性爱是聚会的主要项目，聚会上还有免费的酒类如宝林歇香槟酒和非法药物供会员享用，派对规定女生的人数必须要过半，而且要穿的衣服越少愈好，脸部和身体彩绘也比较常见。 人们对这种社团的印象往往可以描绘为“堕落”和“放荡”